# Upper Kalskag
Upper Kalskag es una ciudad ubicada en el Área censal de Bethel en el estado estadounidense de Alaska. En el Censo de 2010 tenía una población de 210 habitantes y una densidad poblacional de 19,63 personas por km².

## Geografía
Upper Kalskag se encuentra en las coordenadas 61°32′21″N 160°20′55″O / 61.53917, -160.34861. Según la Oficina del Censo de los Estados Unidos, Upper Kalskag tiene una superficie total de 10.7 km², de la cual 9.55 km² corresponden a tierra firme y (10.75%) 1.15 km² es agua.

## Demografía
Según el censo de 2010, había 210 personas residiendo en Upper Kalskag. La densidad de población era de 19,63 hab./km². De los 210 habitantes, Upper Kalskag estaba compuesto por el 6.67% blancos, el 0.48% eran afroamericanos, el 81.43% eran amerindios, el 0% eran asiáticos, el 0% eran isleños del Pacífico, el 0.48% eran de otras razas y el 10.95% pertenecían a dos o más razas. Del total de la población el 0% eran hispanos o latinos de cualquier raza.